# Alain Gsponer
Alain Gsponer (Zurigo, 10 marzo 1976) è un regista svizzero con cittadinanza tedesca.

## Filmografia

### Cinema
- Heidi (cortometraggio, 1998)
- Hinter dem Berg (2001)
- Kiki et Tiger (2003)
- Rose (2005)
- Bummm! (2006)
- Lila, Lila - Scrittore per caso (2009)
- Der letzte Weynfeldt (2010)
- Un fantasma per amico (2013)
- Akte Grüninger (2014)
- Heidi (2015)
- Jugend ohne Gott (2017)

### Televisione
- Polizeiruf 110 (2008)